# Исмаил I
Исмаил I (17. јул 1487, Ардабил - 23. мај 1524, Табриз) је био први персијски шах (1501 - 1524) из династије Сафавида и оснивач ове династије.
Отац му је био Шејх Хајдар, владар Ардабила, а мајка Халима Бегом.
Исмаил је 1500. године дошао из околине Ерзурума, окупивши око себе присталице желео је да изврши побуну служећи се повољним политичким приликама у средњој Анадолији, будући да ово није било могуће реализовати уз утицајне мере које је предузео османски султан Бајазит II. Шах Исмаил је 1501. године у Шуруру победио Елвенд Миразија владара Аккојуна, ушао у Табриз и ту основао државу. Одмах потом освојивши Персију, Кираман, Реј, Језд и Багдад постао је значајна сила у региону.
Падом државе Аккојун жеља да се искористи празнина у власти која се јавила на истоку Анадолије неминовано га је довела у сукоб са Османлијама. Борбе за Анадолију између Истока и Запада добиле су нове актере. Туркмени који су створили државу Сафавида, за време Исмаила, били су Турци из различитих области Анадолије попут Анталије Мараша, Амасије, Сиваса и Токата, прихватили су позив шејхова из Ардабила, отишли у Иран, и срушили власт Аккојуну. Номадска племена из Анадолије попут Устаџалу, Румалу, Текелу, Дулкадир и Варсак чинили су главне елементе државе Сафавида. Све до шаха Абаса војска Сафавида скоро да се у потпуности састојала од припадника ових номадских племена. Присталице Сафавида које су живеле у Анадолији, нису сви у потпуности били Туркмени, само један део њих је отишао у Иран. Шах исмаил, уз политику коју је требало да наставе и његови следбеници, како би придобио нову неопходну људску снагу почео је да се шири према западу и да се све више интересује за Анадолију, како би ослабио своје противнике, односно Османлије. Напетост која постојала између две државе заправо је имала други разлог, била је то борба око власти над трговином свилом. Свила је постала предмет учестале трговине караванима била је једна од најважнијих економских прихода, како за Сафавиде тако и за Османлије. Сличне борбе постојале су и пре између становника Аккојуна који су владали Ираном и Османлија. Јачање опасности од Сафавида као и немогућност Бајазита II, који је био стар, да се бори са шахом Исмаилом постали су разлог промене на престолу у Османском царству. Пошто је Селим I Јавуз ступио на престо и ликвидирао своју браћу кренуо је на шаха Исмаила и 22. августа 1514. године поразио Сафавиде у бици код Чалдирана. Овом битком султан Селим је осигурао источни део царства и Исмаил се после ове Селимове победе држао подаље од Османске државе.
Умро је 23. мај 1524. у својој претолници Табризу, а покопан је у свом родном Ардабилу. На претолу га је наследио десетогодишњи син Тахмасп I.